# Koen Lenaerts
Koen Lenaerts (Mortsel, Flandes, 1954) és el president del Tribunal de Justícia de la Unió Europea. És també professor de Llei europea a la Katholieke Universiteit Leuven i ha sigut un membre del Coudenberg grup, un think tank belga federalista.

## Educació
Lenaerts es va llicenciar en dret (summa cum laude) el 1974 a la Universitat de Namur. Va completar els seus estudis a la Universitat Catòlica de Lovaina el 1977 (summa cum laude) i un any després va fer un màster a la Harvard Law School, amb una beca Fulbright. El 1982 es va doctorar a la universitat de Lovaina.

## Carrera
Des de 1983 Lenaerts ha estat Professor de Llei europea a la Katholieke Universiteit Leuven (KU Leuven), on el 1990 va rebre el títol de buitengewoon hoogleraar. És director de l'Institut de Llei europea de la mateixa universitat. Als anys 80 també va ser professor a la Universitat Europea de Bruges, i entre 1986 i 1989 fou membre del col·legi d'advocats belga, treballant com a advocat al Tribunal Europeu de Justícia, en nom de l'estat belga.
Entre 1989 i el 6 d'octubre de 2003 fou Jutge del Tribunal europeu de Primera instància (ara conegut com el Tribunal de Justícia de Primera Instància de la Unió Europea o Tribunal general).
Des del 7 d'octubre de 2003, Lenaerts ha estat jutge del Tribunal de Justícia de la Unió Europea, on va esdevenir vicepresident el 2012. L'octubre de 2015 va esdevenir president del Tribunal de Justícia de la Unió Europea i va ser reelegit en aquest càrrec tant el 2018 com el 2021. Com a president, Lenaerts assigna els casos entrants als jutges i presideix la gran sala de 15 jutges que s'ocupa dels casos més importants. També és la cara pública de la institució.

## Altres activitats
- Academy of European Law (ERA), ex officio membre de la junta[4]
- Max Planck Institute for Comparative Public Law and International Law, membre del Board of Trustees[5]
- Centre for Governance and Law in Europe at the UCL Faculty of Laws, membre del consell assessor[6]
- Columbia Journal of European Law, membre de la junta[7]
- European Constitutional Law Review, membre de la junta[8]

## Publicacions
- Koen Lenaerts (co-Author), Piet Van Nuffel (co-Author), Constitutional Law of the European Union, Thomson